# Ed Blackwell
Edward Joseph Blackwell (10 de octubre de 1929 - 7 de octubre de 1992)  fue un baterista de jazz estadounidense nacido en Nueva Orleans, Luisiana, conocido por su extenso e influyente trabajo con Ornette Coleman. 

## Biografía
La carrera inicial de Blackwell comenzó en Nueva Orleans en la década de 1950. Tocó en un quinteto de bebop que incluía al pianista Ellis Marsalis y al clarinetista Alvin Batiste. También hubo una breve gira con Ray Charles. La música del desfile Second line de Nueva Orleans influyó mucho en el estilo de percusión de Blackwell y se pudo escuchar en su forma de tocar a lo largo de su carrera. También ha atribuido su inspiración para tocar la batería a su época de infancia, tratando de imitar y combinar los sonidos del claqué de sus hermanas mayores. Usaba ollas y sartenes y viejos botes de basura hasta que finalmente recibió su primer tambor.
Blackwell llamó la atención nacional por primera vez como baterista del cuarteto de Ornette Coleman alrededor de 1960,  cuando reemplazó a Billy Higgins en el stand del cuarteto en el Five Spot de la ciudad de Nueva York. Es conocido como uno de los grandes innovadores del free jazz de la década de 1960, fusionando ritmos africanos y de Nueva Orleans con el bebop. En las décadas de 1970 y 1980, Blackwell realizó giras y grabó extensamente con sus compañeros veteranos del Ornette Quartet, Don Cherry, Charlie Haden y Dewey Redman en el cuarteto Old and New Dreams. 
A finales de la década de 1970, Blackwell se convirtió en artista residente en la Wesleyan University en Middletown, Connecticut. Blackwell fue una figura querida en el Wesleyan Campus hasta su muerte.
En 1981, actuó en el Festival de Jazz de Woodstock, celebrado en celebración del décimo aniversario del Creative Music Studio. Los miembros de "The Ed Blackwell Project" eran Mark Helias, bajo, Carlos Ward, saxo alto/flauta y Graham Haynes (hijo del baterista Roy Haynes), corneta.

## Muerte
Después de años de luchar contra la enfermedad renal, Blackwell murió rodeado de amigos y familiares en 1992. Al año siguiente fue incluido en el Salón de la Fama del Down Beat Jazz.

## Discografía

### Como líder
- 1993: What It Is? Ed Blackwell Project Vol. 1 (Enja)
- 1994: What It Be Like? Ed Blackwell Project Vol. 2 (Enja)
- 1996: Walls–Bridges (Black Saint)

Con Old and New Dreams
- Old and New Dreams (Black Saint, 1976)
- Old and New Dreams (ECM, 1979)
- Playing (ECM, 1980)
- A Tribute to Blackwell (Black Saint, 1987)

### Como acompañante
| Con Ray Anderson - Every One Of Us (Gramavision) Con Bill Barron - Jazz Caper (Muse, 1978 [1982]) Con Karl Berger - Karl Berger (ESP Disk) - Tune In (Milestone) - Just Play 1976 (Quark) - Transit w/ Dave Holland (Black Saint) - Crystal Fire (Quark) Con Jane Ira Bloom - Mighty Lights (Enja) Con David Bond - The Key of Life (Vineyard) Con Charles Brackeen - Rhythm X (Strata-East, 1973) Con Anthony Braxton - Six Compositions: Quartet (Antilles, 1982) Con Marion Brown - Vista (Impulse!, 1975) - Awofofora (Disco Mate) Con Ornette Coleman - This Is Our Music (Atlantic, 1960) - Free Jazz: A Collective Improvisation (Atlantic, 1960) - Ornette! (Atlantic, 1961) - Ornette on Tenor (Atlantic, 1961) - Beauty Is a Rare Thing (Rhino/Atlantic) - The Art of the Improvisers (Atlantic) - Twins (Atlantic) - To Whom Who Keeps a Record (Atlantic) - Live in Milano 1968 (Jazz Up) - The Unprecedented Music of Ornette Coleman (Lotus Passport) - The Love Revolution (Gambit) - Friends and Neighbors: Live at Prince Street (Flying Dutchman) - Science Fiction (Columbia, 1971) - Broken Shadows (Columbia, 1971 [1982]) - The Complete Science Fiction Sessions (Columbia, 1971–1972) - Live in Paris 1971 (Jazz Row) - The Belgrade Concert (Jazz Door) - European Concert (Unique Jazz) - Paris Concert (Trio) - Skies of America (Columbia) - Stating The Case (Jazz Anthology) Con Steve Coleman - Rhythm in Mind (RCA/Novus) Con Alice Coltrane - Carnegie Hall '71 (Hi Hat, 2018) Con Don Cherry - Complete Communion (Blue Note) - The Avant-Garde (con John Coltrane como colíder) - Symphony for Improvisers (Blue Note) - Where is Brooklyn? (Blue Note) - El Corazón (ECM, 1982) - Mu First Part (BYG Actuel, 1969) - Mu Second Part (BYG Actuel, 1970) - Broken Shadows (Moon) - Relativity Suite (JCOA) - Tamma Con Don Cherry and Ed Blackwell (Odin) - Multikuti (A&M, 1990) - Live at the Bracknell Jazz Festival, 1986 (BBC, 2002) | Con Jayne Cortez - Everywhere Drums (Bola Press) Con Stanley Cowell - Regeneration (Strata East, 1976) Con Anthony Davis - Song for the Old World (India Navigation, 1978) Con Eric Dolphy - At the Five Spot, Volumen 1 - At the Five Spot, Volumen 2 - Memorial Album (Prestige) - Here and There (Prestige) - Dash One (Prestige) Con Dewey Redman - Tarik (BYG Actuel, 1969) - Red and Black in Willisau (Black Saint, 1980) - The Struggle Continues (ECM) Con Charlie Haden - The Montreal Tapes: Con Don Cherry and Ed Blackwell (Verve, 1989, publicado en 1994) Con Albert Heath - Kawaida (O'Be) Con Clifford Jordan - Lee Morgan w/ Clifford Jordan Quintet-Live in Baltimore 1968 (Fresh Sound) - In the World (Strata-East, 1969, publicado en 1972) Con Joe Lovano - From the Soul (Blue Note) - Sounds of Joy (Enja) Con Jemeel Moondoc - Judy's Bounce (Soul Note, 1982) Con David Murray - Morning Song (Black Saint) - Ming's Samba (Portrait) - Death of a Sideman (DIW) Con Art Neville - What's Going On" (Specialty) - That Old Time Rock 'N' Roll" (Specialty) Con Yoko Ono - Plastic Ono Band (Apple) Con Hilton Ruiz - Cross Currents (Stash) Con Archie Shepp - Further Fire Music (Impulse!) - On This Night (GRP/Impulse!) - The Magic of Ju-Ju (Impulse!) Con Bob Stewart - Goin' Home (JMT, 1989) Con Mal Waldron - Breaking New Ground (Baybridge 1983) - Mal Waldron Plays Eric Satie (Baybridge, 1983) - You and the Night and the Music (Paddle Wheel, 1983) - The Git Go - Live at the Village Vanguard (Soul Note, 1986) - The Seagulls of Kristiansund (Soul Note, 1986) Con Wadada Leo Smith - The Blue Mountain's Sun Drummer (Kabell, 2010) |